# 색시몽 리턴즈
《색시몽 리턴즈》는 OCN Movies에서 했던 드라마이다.

## 기획 의도
섹시하고 엽기발랄한 새내기 탐정 미녀삼총사의 좌충우돌 성범죄 프로그램

## 제작진
- 감독 : 정초신

## 출연진
- 정소영 : 공주리 역
- 채은정 : 나강해 역
- 서영
- 에브둘레바 자밀라 : 자밀라 역
- 유채목
- 구자훈